# Kínai kultúra
A kínai kultúra (egyszerűsített kínai: 中华文化; hagyományos kínai: 中華文化; pinjin: Zhōnghuá wénhuà) a világ egyik legrégebbi {{Kultúra|kultúrája]], amely több ezer évvel ezelőtt keletkezett. A kultúra rendkívül változatos, a szokások és hagyományok nagyon eltérőek a régiók, tartományok, városok között. Noha a regionális szokások és hagyományok nagyban különbözhetnek, a közös nyelv és a vallási, etikai nézetek egyesítik Kína kultúráját, amelynek keretében olyan globálisan elterjedt életfilozófiát is létrehoztak, mint a taoizmus vagy a konfucianizmus.
A kínai kultúra világ többi fejlett kultúrától elzárva fejlődött. 
Kelet-Ázsiában meghatározó jelleggel bír; nagy hatással volt számos szomszédos nép kultúrájának fejlődésére, Japánra, Koreára, Vietnámra, de más kelet-ázsiai országokra is.

## Oktatási rendszer
Az oktatás Kínában az oktatásügyi minisztérium által működtetett állami oktatási rendszer. Minden állampolgárnak legalább kilenc évig részt kell vennie az iskolában, az úgynevezett kilencéves kötelező oktatásnak, amelyet a kormány finanszíroz. A kötelező oktatás magában foglalja a hatéves általános iskolai oktatást, hat vagy hét éves kortól kezdve, és hároméves középiskolai oktatást 12-15 éves kor között. Néhány tartományban ötéves az általános iskola, de négyéves a középiskola.
Az 1980-as évek elején a kormány megengedte az első magán felsőoktatási intézmény létrehozását, 1995 és 2005 között ötszörösére növelve az egyetemi hallgatók és a doktori fokozattal rendelkezők számát. 2003-ban a kínai központi és helyi kormányzatok 1552 felsőoktatási intézményt (főiskola és egyetem) működtettek és 11 millió hallgatójukat támogatták. Jelenleg több mint 100 nemzeti kulcsfontosságú egyetem működik, ideértve a Pekingi Egyetemet és a Csinghua (Qinghua) egyetemet is, amelyeket a kínai egyetemek elitjének tekintnek.

## Kulturális intézmények

### Múzeumok
2013-ban Kínában 3589 múzeum működött, köztük 3054 állami tulajdonban lévő múzeum (nemzeti és helyi kormányzatok vagy egyetemek által működtetett múzeumok) és 535 magánmúzeum. A múzeumokat több osztályba sorolják, az első osztályú nemzeti múzeumok (国家一级博物馆,  Kuocsia Jicsi Povuguan (Guojia Yiji Bowuguan)) pedig a legmagasabb besorolásúak.

## Nyelv
A kínai nyelv a sino-tibeti nyelvcsalád legtöbb beszélővel rendelkező tagja. Nem létezik egységes kínai nyelv, hiszen az ország hivatalos állásfoglalása szerint a nyelvjárásoknak tekintett nyelvváltozatok olyan jelentős eltéréseket mutatnak, amely alapján külön kínai nyelvekről is beszélhetnénk. Körülbelül 1,3 milliárd ember beszéli a kínai valamilyen formáját anyanyelvként.
Az ősi írásbeli szabvány a klasszikus kínai (文言, venjen (wenyan)) volt. Évezredek óta használták, de leginkább a tudósok és az értelmiségiek, akik a társadalom "legfelső" osztályát alkották, az úgynevezett "士大夫, si ta fu (shi da fu)". Ezen a nyelven írták a nagy konfuciánus klasszikusokat és a taoista alapműveket is.

## Hit és filozófiák
Kína ősi hitrendszerei ritkán kerültek összeütközésbe egymással. A kínai nép körében mindig is szabadon keveredtek és többnyire jól kiegészítették egymást a különböző vallási meggyőződések és gyakorlatok.
Kína szellemi életének meghatározó tényezői az úgynevezett három tanítás: a taoizmus, a konfucianizmus és a buddhizmus voltak. A két őshonos filozófiai rendszer közül a konfucianizmus sokkal inkább volt filozófia, amely az erkölcsről és a viselkedés pragmatikus alapjairól tanított, míg a taoizmus egyszerre volt filozófiai és vallási irányzat. A buddhizmust Indiából vették át az 1. században, majd fokozatosan kifejlődött belőle egy sajátos kínai változat, ahogyan a konfucianizmus és a taoizmus hatást gyakoroltak rá.
A múlthoz hasonlóan a mai Kínában is sokan mutatnak be rituális áldozatokat házi oltáraikon az őseiknek, továbbá igen sokféle istenségnek a templomaikban. Számos szentélyben a jövendőmondás újabb formáit is gyakorolják.
A kínaiak olyan dolgokban hisznek, amit az európaiak zöme mint babonát elutasít. 
A jövendőmondó tanácsait követni néha azt jelenti, hogy le kell borotválni a fejüket, hogy ezzel engeszteljék ki a szerencse istenét, vagy élénk vörös övet kell viselniük, függetlenül attól, hogy milyen ruha van rajtuk.
A fengsuj (fengshui) (szél és víz) ősi spirituális törvények gyűjteménye, más néven geomantika, amelyekkel a jó szerencsét igyekeznek vonzani, a balsorsot pedig megelőzni. Kínában az emberek és modern vállalatok gyakran komolyan követik a fengsuj (fengshui) útmutatásait.
A taoizmus legfontosabb tanítása harmóniát találni a természet erőit mozgató teremtő őserővel és elérni a nem-cselekvés (无为, vu-vej (wu wei)) állapotát. A nem-cselekvés a céltudatos cselekvés elkerülését jelenti, azaz helyet adni a változások természetes folyamataival összhangban álló spontán cselekvésnek, és majd ez előbbiek által megvalósítani a tökéletességet és a halhatatlanságot, vagyis a teljes megvilágosodást. A Tao (Dao) („az Út”) azt az ösvényt jelenti, amelyet a természeti világgal történő harmónia eléréséhez kell követni.

## Művészetek

### Építészet
Kínában az építészet meghatározó művészeti ág. A művészet ezen ágának legszebb és legjellegzetesebb példái az íves tetők, a pagodák, a paloták és udvari házak.

#### A hagyományos építészet
A tradicionális hiedelmek gyakran megjelennek a kínai építészetben. Az úgynevezett szellemfalat (影壁, jingpi (yingbi) vagy 照壁, csaopi (zhaobi)) például azért állították fel a lakások és paloták bejárata mögött, hogy ezzel megakadályozzák a gonosz szellemek belépését. Úgy hiszik, hogy a szellem az árnyékát meglátva megijed, és elmenekül.
A paloták tetőzetét oromdíszek ékesítik: a tetőgerinc két végén található mitológiai szörnyek a tűztől és gonosz szellemektől védelmezik az adott épületet.
A kínaiak a legkorábbi időktől kezdve a fát részesítik előnyben építési alapanyagként, mivel azt nemcsak könnyen lehetett szállítani, de praktikusnak is bizonyult. A lakóhelyeket nem állandó épületeknek építették, hanem úgy tervezték őket, hogy majd újra és újra át lesznek építve.
A tetőszerkezet nagyban eltér a nyugaton elterjedt tetőtípusoktól. A kínai tetőt olyan egymáson nyugvó gerendák alkotják, amelyek felfelé haladva fokozatosan egyre rövidebbek. Ez a szerkezettípus egyrészt lehetővé tette a tető természetes görbületét, másrészt esztétikai célokat is szolgálhatott. A tetőt végül félköríves cserepekkel borították be.

#### Kertművészet
A tradicionális kínai kertekben igyekeztek finom összhangot teremteni a természetes és mesterséges elemek között annak az alapvető taoista felfogásnak megfelelően, mely szerint törekedni kell a természettel való harmóniára. Az olyan filozófiai fogalmak, mint a jin-jang (yin-yang), képezték a kerttervezés alapjait mind a szó szerinti értelemben, mind látványelemként.
A történelem folyamán két fő kerttípus alakult ki: a császári park és a tudós-hivatalnokok magán pihenőhelyei. 

### Selyemszövés
Úgy tartják, hogy a selyemhernyók tenyésztése egészen a Kr. e. 3. századra vezethető vissza. Évszázadokon keresztül a selyem szolgált fizetőeszközül: az állami szolgálatban állók, a hivatalnokok és a külföldi követek gyakran kaptak fizetségként vagy ajándékként selyembálákat. Az értékes anyagból a Közel-Keletre és a Római Birodalomba is szállítottak, többnyire a Selyemúton keresztül.
A selyemgyártás mai központjai Szucsou (Suzhou), Nanking (Nanjing) és Csöcsiang (Zhejiang) tartomány Hangcsou (Hangzhou) körzete, ezeken a helyeken viszonylag alacsony áron lehet selymet vásárolni. Hangcsou (Hangzhou)nak a legnagyobb a selyemipara, Szucsou (Suzhou) pedig művészi selyemhímzéseiről híres.

### Festészet
A kínai festészet rendkívül jellegzetes, az európaitól erősen eltér, a 19. században a kuriózumokat kereső Európában hamar meghonosodott.

### Porcelánművészet
A kínaiak valamikor a 7. században találták fel a porcelánt, de a kínai kerámiák története egészen a neolitikus korig vezethető vissza.
A szeladon volt az ősi Kína legszélesebben elterjedt porcelántípusa, amelyet vasoxid keverékéből állítottak elő - az égetés során keletkezett máz ebben az esetben zöld tónusú volt. A háromféle színű mázzal borított (三彩, szancaj (sancai)) kerámiák a Tang-korból világhírre tettek szert.
Az egykoron a császári udvar által támogatott Csingtöcsen (Jingdezhen) lett a porcelángyártás központja a 14. századtól. Napjainkban viszonylag olcsón lehet porcelánt vásárolni szerte az országban. Antik darabokhoz nehéz hozzájutni, mert az ópiumháborúk előttről származó műtárgyak kereskedelmét a kínai kormány nem engedélyezi.

### Lakkmunkák
A Közép- és Dél-Kínában honos lakkfa kérge tejszerű nedvet választ ki magából, amely nedves levegőn megszilárdul, majd kiszárad és megbarnul. Ez a száraz lakkréteg nem ereszti át a nedvességet, karcálló, ezért ideális eszköz az olyan anyagok megóvására, mint a fa vagy a bambusz.
Lakkozásnál először egy alapozó réteg kerül a belső anyagra, ezután következik egy különösen vékony réteg a legfinomabb lakkból. Korom vagy ecetbe áztatott vasreszelékek hozzáadásával fekete, krómmal vörös lakk nyerhető. A lakkozott tárgyak sima, fényes felülete nemcsak mutatós, de egyúttal erős és pillekönnyű is. A legkorábbi lakkozott tárgyak a Hadakozó fejedelemségek korából (Kr. e. 403–221) valók. Ebben az időben a lakk hétköznapi anyagnak számított. A (fából, bambuszból, bőrből, fémből, agyagból készült) berendezési tárgyakat gyakran vonták be lakkfelülettel.

### Jáde
A jáde Kína legértékesebb drágaköve és megmunkálása a legkorábbi olyan művészeti forma volt, amelyet a lehető legmagasabb szinten műveltek. 
A kínaiak nemcsak a szépségéért, de a neki tulajdonított varázserőért is tisztelik a jádekövet. A régi időkben a jádét rituális és vallási célokra használták, később azonban főleg díszítő és más esztétikai funkciót töltött be.
A mai kínai jáde-faragványokat készítő műhelyek mintegy 30 különböző jádekővel dolgoznak. A leghíresebb műhelyek Hotien (Hetian)ben, Sousan (Shoushan)ban és Lojang (Luoyang)ban találhatók.

### Kínai írás és irodalom
A kínai írás kb. 3000 éve született meg; a jellegzetes, szótagokat jelölő kínai karakterek azóta használatban vannak, igaz csak Tajvanon és Japánban. A Kínai Népköztársaságban 1956-58-ban bevezetett egyszerűsített kínai írásmód a hivatalos.
Az írás mindig is fontos szerepet játszott a kínai kultúrában. Nemcsak a különböző filozófiai és tudományos munkában, hanem a közigazgatásban is használatos volt. A hivatalnoki réteg is írásos versenyeken választották ki, illetve a kalligráfia és kínai szépirodalom is mindig virágzó művészeti ág volt.

### Zene
A kínai zene egyedülálló. Hangskálája eltér az európai nyolcfokútól, helyette pentaton skálája van, mivel egy oktávban csak öt hang található.
Jellegzetes népi hangszerek: fúvós (fafúvók, okarina, szájorgona, pánsíp), ütő- (dob-, gong-, harangfélék), pengető- (citera-, cimbalom- és gitárfék), és vonós hangszerek (2, 3 és 4 húrú hegedűfélék).

### Tánc
A tánc Kínában nagyon változatos művészeti forma, amely számos modern és hagyományos táncműfajból áll. A táncok széles skáláját fedik le, a néptáncoktól kezdve az opera- és balett előadásokig, és felhasználják nyilvános ünnepségeken, rituálékban és szertartásokban.
56 hivatalosan elismert etnikai csoport él Kínában, és az országban minden etnikai kisebbségi csoportnak megvannak a saját néptáncai.
Globálisan a legismertebb kínai tánc a sárkánytánc és az oroszlántánc.

### Harcművészetek
A kínai harcművészetek olyan harcművészeti stílusok összefoglaló megnevezése, melyek Kínában alakultak ki.

## Gasztronómia
A kínai konyha bőséges választéka elsősorban a kínai császárok korszakának szokásából származik, ahol minden étkezéskor száz különböző ételt kínáltak. Az idő múlásával sok étel részévé lett a polgárok mindennapi étkezésének. Vitathatatlan, hogy akár Hongkong konyhaművészete, sőt még a kínai-amerikai konyha is bizonyos módon a kínai császári dinasztia konyhaművészetében gyökerezik.
Különböző gasztronómiai jellemzők igazak a különféle társadalmi osztályú és nemzetiségű emberekre. A leghíresebb kínai ételek: pekingi kacsa, tím szam (dim sum), sült rizs, száznapos tojás, teknősleves.

## Tudomány, találmányok
Kína tudományos élete az ókortól kezdve igen fejlett sok tudományágat tekintve.
Az ókori kínai matematika, amely felér ókori görögökével, elsősorban az építészetet és a földrajztudományt szolgálta.
Mindenképp szólni kell a kínai csillagászatról, illetve csillagjóslásról, amely a mai napig nagy becsben tartott kínai horoszkóp alapjául szolgált.
Továbbá jelentős kínai eredmények születtek a kémia és a biológia területén is.
Kína rengeteg találmánnyal rendelkezett, amely Európában csak jóval később honosodott meg.

### Néhány jellegzetes kínai találmány
- könyvnyomtatás
- papír
  - papírpénz
  - WC-papír
- lőpor
  - tűzijáték
  - maroklőfegyver
  - puska
  - ágyú
  - gyufa
- acél
- petróleum
- abakusz
- iránytű
- selyem
- porcelán
- számszeríj
- ecset

## Hagyományos orvoslás
Egy másik fontos kínai tudomány a hagyományos kínai orvoslás. A kínai akupunktúra, illetve további természetgyógyászati módszerek a nyugati országokban is egyre népszerűbbé válnak.

### Testedzés
Kínában kora reggel több millió, többségében idősebb ember gyűlik össze a parkokban, hogy tornagyakorlatokat végezzenek. A tradicionális testedzésnek több válfaja is van, amelyekkel nemcsak a test karbantartásáról gondoskodnak, de terápiaként is használják.
- Csikung (Qigong)
- Tajcsicsüan (Taijiquan)

## Ünnepek
A hagyományos kínai ünnepek az aratás vagy az imádság alapvető részét képezik. A legfontosabb kínai ünnep a kínai újév (tavaszünnep), amelyet Tajvanon és a tengerentúli kínai közösségekben is ünnepelnek. Az összes hagyományos ünnepet a kínai naptár szerint ütemezik (kivéve az ősök napját és a téli napforduló napjait).
2019-ben hét hivatalos ünnepnap van Kínában. Az ünnepek jellemzője, hogy a hétvégéket általában a tényleges ünnep melletti hétköznapokkal cserélik, hogy hosszabb ünnepi időszakot hozzanak létre.

## Egyéb
- Kínai jóslócsont
- Kínai naptár
- Kínai sárkány

## Fordítás
- Ez a szócikk részben vagy egészben  a   Culture of China című angol Wikipédia-szócikk fordításán alapul.  Az eredeti cikk szerkesztőit annak laptörténete sorolja fel. Ez a jelzés csupán a megfogalmazás eredetét és a szerzői jogokat jelzi, nem szolgál a cikkben szereplő információk forrásmegjelöléseként.